# Cagliuso
Cagliuso è una fiaba napoletana, scritta da Giambattista Basile nella sua raccolta di fiabe nel 1634 Il racconto dei racconti. Viene considerata la seconda versione esistente, dopo "Costantino Fortunato" di Straparola, della fiaba de "Il gatto con gli stivali"

## Trama
Un vecchio molto povero di Napoli muore, lasciando al figlio Oraziello un crivello per lavorare e al figlio Pippo, soprannominato Cagliuso, una gatta magica. Cagliuso non apprezza l'eredità, ma scopre presto che la gatta sa parlare e lo aiuterà a uscire dalla sua miseria. La gatta va a caccia e porta le prede al re da parte del "signore" suo padrone. Il re resta colpito dai continui doni e dal fatto che il padrone della gatta gli sia tanto devoto e leale, perciò chiede alla gatta quanto sia ricco questo signore. La gatta fa le lodi delle ricchezze smisurate del suo padrone e il re manda i suoi servitori a indagare. La gatta passa per i campi e i villaggi e avverte la gente che dei banditi saccheggiano la zona, ma se diranno che tutto è proprietà del signor Cagliuso non verrà fatto loro del male. Quando gli informatori del re chiedono in giro, la gente ha paura che siano banditi e rispondono che tutto è proprietà di Cagliuso. Il re allora combina le nozze tra Cagliuso e sua figlia, e con la dote della principessa Cagliuso compra delle terre in Lombardia e diventa barone.
Cagliuso non smette di ringraziare la gatta per questa immensa fortuna e le promette che quando morirà la farà imbalsamare e la metterà su un piedistallo. La gatta però vuole metterlo alla prova e un giorno finge di essere morta. Cagliuso non mostra tutta la gratitudine che prometteva e dice alla moglie di gettare la gatta dalla finestra. La gatta allora rinfaccia a Cagliuso tutto quello che ha fatto per lui e scappa via senza ascoltare le preghiere e le scuse dell'ingrato.